# 태풍 차바 (2010년)
태풍 차바(태풍 번호: 1014, JTWC 지정 번호: 16W, 국제명:CHABA, 필리핀 기상청(PAGASA) 지정 이름: Katring)는 2010년에 북서태평양에서 발생한 14번째 태풍이자 마지막 태풍이다. 차바는 태국에서 제출하였으며 꽃인 히비스커스(hibiscus), 또는 불상화, 미국 하와이주의 주화(州花)를 의미한다.

## 태풍의 진행
8월 20일에 일본 기상청(JMA)는 저기압지역을 열대 저기압 지역으로 승격시켰다. 이날 후 JMA는 이 열대 저기압이 약간 강력해졌다고 보고하였다. 그 다음 날에는 미국 합동태풍경보센터(JTWC)는 열대 저기압 16W이라는 이름을 붙이고 계속 주시하기 시작했다. 8월 23일에는 이 저기압이 필리핀 기상청(PAGASA) 관할 지역에 들어오게되어 PAGASA는 이 열대 저기압에 'Katring'이라는 이름을 부여하고 관찰했다. 10월 24일에는 JMA와 JTWC 두 기관 모두 열대 저기압에서 열대 폭풍으로 한단계 높였고 차바(CHABA)라고 명명하였다. 10월 25일에는 JMA가 열대 폭풍에서 강한 열대폭풍으로 승격시겼고 이날 후에 JTWC는 사피어-심프슨 허리케인 등급 제1등급으로 올렸다. 10월 26일에 JMA는 강한 열대폭풍에서 태풍의 단계로 올렸고 10월 27일에는 JTWC가 제2등급으로 올렸다. 계속해서 JTWC는 제3등급으로 올리고 같은 날에 제4등급까지 상향조정했다. 하지만 후에 JTWC는 제4등급에서 제3등급으로 하향조정한 뒤 10월 29일에는 제1등급으로 낮추었다. 10월 30일에 JTWC는 태풍 차바가 온대 저기압으로 변질되었다고 보고하였다. 그러나 대한민국 기상청(KMA)은 10월 31일에 온대 저기압으로 변질되었다고 말하였다. 그러나 온대 저기압으로 격하된 이후에도 잔해들이 동북쪽 알래스카 방면으로 이동하였다. 이 잔해들은 다시 강해져 알래스카만에 들어선 후에 중심기압 939 hPa, 풍속 55 kt을 기록한 후에 미국 북서부로 이동해 워싱턴주 시애틀에 엄청나게 많은 양의 비를 뿌려 기록을 세우기도 하였다.

## 대비와 피해
태풍 차바를 대비하기 위해 160편이 넘는 비행편이 결항되었으며 태풍 차바가 서서히 다가오자 남쪽 해상에 거주하고 있던 도(島)민들은 창문유리를 강화하고 문을 막으며 대비하였다. 강한 바람과 많은 양의 비가 오키나와에 쏟아졌으며 태풍의 진로에 들어있었던 아마미 제도에 살고 있던 257명의 거주자들은 높은 곳으로 대피하였으며 학교와 시청은 피난처로 사용되었다. 10월 29일, 태풍 차바가 아마미 제도에 접근하면서 강풍이 5명을 부상당하게 했으며 전봇대가 떨어졌다. 상륙은 혼슈섬에서 이루어질 것이라고 예측하였다. 그러나 태풍 차바는 상륙하지 않은 채, 일본 열도 동부를 휩쓸고 지나가 태평양에서 소멸되었다.
미나미다이토 섬에서는 돌풍이 160 km/h(44 m/s)의 속력으로 불었으며 이로 인해 대략 500명이 전기를 사용하지 못하였다. 일본 남부에 거의 시간당 50 mm의 매우 강한 비가 내렸으며 일본 자동차경주협회는 도쿄에서 열릴 경기를 11월 1일로 연기해야했다.

## 같이 보기
- 2010년 태풍